# Ernst Sellin
Ernst Sellin (26. května 1867 Altschwerin – 1. ledna 1946 Epichnellen u Eisenachu) byl luterským profesorem Starého zákona a archeologie. Patřil k průkopníkům integrace poznatků z archeologie do biblických věd.
Absolvoval univerzitní studia v oborech teologie a orientální jazyky. V letech 1897–1908 působil na evangelické teologické fakultě ve Vídni, v letech 1908–1913 na univerzitě v Rostocku, v letech 1913–1921 v Kielu a v letech 1921–1935 v Berlíně.
Podílel se na archeologických vykopávkách v Palestině (např. v Jerichu a Taanachu). Byl ve vědeckých stycích s Bedřichem Hrozným. Jako starozákoník se zabýval zejména postavou Mojžíše, koncepcí Deutero-Izajáše, terminologií Božích jmen a významem sousloví „služebník Hospodinův“ (Ebed-Jahve). Promýšlel i teologické využití myšlenek S. Freuda.
Mezi jeho žáky patřili Leonhard Rost (1896–1979) a Slavomil Ctibor Daněk (1885–1946).